# Languriidae
Famille
Les Languriidae sont un groupe de coléoptères de la super-famille des Cucujoidea qui ont été considérés comme une famille indépendante ou comme un groupe inclus dans les Erotylidae.
Historiquement, il y a eu beaucoup de confusion en ce qui concerne le classement des espèces des familles Erotylidae, Languriidae, Cryptophagidae et d'autres des Cucujoidea. Ceci est dû à la grande ressemblance morphologique de ses espèces et de la difficulté de dissection à cause de la petite taille des adultes.
En outre, il y a eu des désaccords sur la séparation entre les Erotylidae et les Languriidae. Beaucoup ont accepté les Languriidae comme une famille séparée (Lewis, 1884 ; Arrow, 1925 ; Boyle, 1956 ; Sen Gupta et Crowson, 1971). D'autres l'ont incluse dans les Erotylidae (Crotch, 1873 ; Chapuis, 1876 ; Gorham, 1899 ; Fowler, 1908 ; Roberts, 1939 et 1958). Des études phylogénétiques plus récentes, avec des analyses cladistiques basées des caractères morphologiques (Wegrzynowicz, 2002 ; Leschen, 2003) et des séquencages d'ADN (Robertson et al. 2004) confirment qu'Erotylidae et Languriidae sont paraphylétiques, c'est-à-dire sont des membres inséparables dans une même branche généalogique. Par conséquent, il y a de la certitude que les composants de Languriidae doivent être traités comme une familial d'Erotylidae (comme une sous-famille, les Langurinae) (Wegrzynowicz, 2002 ; Leschen, 2003 ; Robertson et al., 2004).

## Sources
- Arrow, G.J. (1925), The fauna of British India including Ceylon and Burma. Coleoptera. Calvicornia. Erotylidae, Languriidae, and Endomychidae., London.
- Boyle, W.W. (1956): "A revision of the Erotylidae of America north of Mexico (Coleoptera)", en Bulletin of the American Museum of Natural History, vol. 110. 61-171
- Chapuis, M.F. (1876), Famille des Érotliens, des Endomychides et des Coccinellides. Histoire Naturelle des Insectes. Genera des Coléopteres ou Exposé Méthodique et Critique de tous les Genres Proposés jusqu’ici dans cet Ordre d’Insectes, (ed. by T. Lacordaire and F. Chapuis) Librairie Encyclopédique de Roret, París, 424 pp..
- Crotch, G. R. (1873): "Synopsis of the Erotylidae of boreal America", en Transactions of the American Entomological Society, vol. 4. 349-358
- Fowler, W.W. (1908): "Languriinae", en Genera Insectorum, vol. 78. 1-45
- Gorham, H.S. (1899), Insecta. Coleoptera. Erotylidae, Endomychidae and Coccinellidae. Biologia Centrali-Americana, London, 276 pp..
- Leschen, R. A. B. (2003), Erotylidae (Insecta: Coleoptera: Cucujoidea): phylogeny and review (Part 1). Fauna of New Zealand 47, Manaaki Whenua Press, New Zealand, 108 pp..  (ISBN 0-478-09350-0).
- Lewis, G. (1884): "Japanese Languriidae, with notes on their habits and external sexual structures", en Journal of the Linnean Society of London. Zoology, vol. 17. 346-361
- Roberts, A.W.R. (1939): "On the taxonomy of Erotylidae (Coleoptera), with special reference to the morphological characters of the larvae", en Transactions of the Royal Entomological Society of London, vol. 88. 89-117
- Roberts, A.W.R. (1958): "On the taxonomy of Erotylidae (Coleoptera), with special reference to the morphological characters of the larvae. II", en Transactions of the Royal Entomological Society of London, vol. 110. 245-285
- Robertson, J.A.; J. V. McHugh y M. F. Whiting (2004): "A molecular phylogenetic analysis of the pleasing fungus beetles (Coleoptera: Erotylidae): evolution of colour patterns, gregariousness and mycophagy", en Systematic Entomology, vol. 29, Nº 2. 173-?
- Sen Gupta, T.; R. A. Crowson. (1971): "A review of the classification of the family Languriidae (Coleoptera: Clavicornia) and the place of Languriidae in the natural system of Clavicornia", en Memoirs of the Zoological Survey of India, vol. 15, Nº 2. 1-42
- Węgrzynowicz, P. (2002): "Morphology, phylogeny and classification of the family Erotylidae based on adult characters (Coleoptera: Cucujoidea)", en Genus, vol. 13, Nº 4. 435-504